# 수원 06년생 집단 폭행 사건
다음은 수원 06년생 집단 폭행 사건에 대한 내용이다.

## 개요
2019년 9월 21일 오후 6시경 경기도 수원시 팔달구 수원역 인근의 한 노래방에서 2006년생 여학생 (당시 중학교 1학년) 7명이 2007년생 (당시 초등학교 6학년) A양을 폭행하여 상해를 입힌 사건이며, 9월 22일부터 SNS에 유포되어 화제가 되었다. 이에 피해자 A양은 폭행 장면이 담긴 영상을 지우지 말라고 부탁했다.

## 상세
피해자 A와 가해자 B가 주고받은 SNS에서, A가 B에게 반말을 하고, 자신의 남자친구를 건드렸다는 이유로 A를 노래방으로 불렀다. 이어 B를 포함한 가해자 7명이 A에게 담뱃빵을 지지고 신체적 폭행을 가해 피해자가 코피와 손가락 등에 심한 출혈을 일으키도록 했다. 이어 무리 중 한 명이 이 장면을 녹화하여 SNS에 올라가 화제가 되었다. 가해자 7명은 서울특별시, 인천광역시, 광주광역시, 경기도 등 최소 4개 이상의 지역에서 모여 폭행에 가담했다.
경기 수원서부경찰서는 이 사건과 관련된 가해자 B 포함 7명을 모두 검거한 후에 소년분류심사원에 신병을 인계했다. 가해자 모두는 촉법소년으로 분류되는, 만 14세 미만 미성년자이기 때문에 법적으로 처벌을 받지 않지만, 그보다 낮은 조치인 보호관찰을 받을 가능성이 높다. 또한, 가해자들의 흡연 사실이 밝혀져 학교 측에서도 징계위원회를 통한 징계가 가능하다. 또한, 전국 각지의 출신자들이 한 자리에서 모여 폭행에 가담했다는 것이 밝혀져 경기도 교육청에서는 이례적인 공동 학교폭력대책자치위원회를 열 수 있을 것이라고 밝혔다. 11월 22일 유은혜 사회부총리 겸 교육부장관이 청와대 홈페이지를 통해 가해자들이 장기 소년원 2년 송치 처분을 받았다고 밝혔다.

## 반응 및 여파
이 사건을 접한 네티즌들은 경악을 금치 못하였고, 전국민들의 관심거리가 되었다. 신상이 SNS로 유포된 가해자들의 페이스북 게시글에는 각종 비난과 비판이 끊이지 않고 있으며, 같은 무리에 있었던 지인들도 그들을 손절하는 등 여파가 매우 크다. 이 사건을 용기내어 폭로한 사람도 그들의 지인 중 한명이다. 9월 23일 청와대 국민청원 게시판에 '06년생 집단 폭행 사건'이라는 제목의 청원글이 게재되었으며, 단 하루 만에 9월 24일에 20만을 돌파했다.

## 같이 보기
- 학교 폭력
- 집단 괴롭힘